# 무세이온

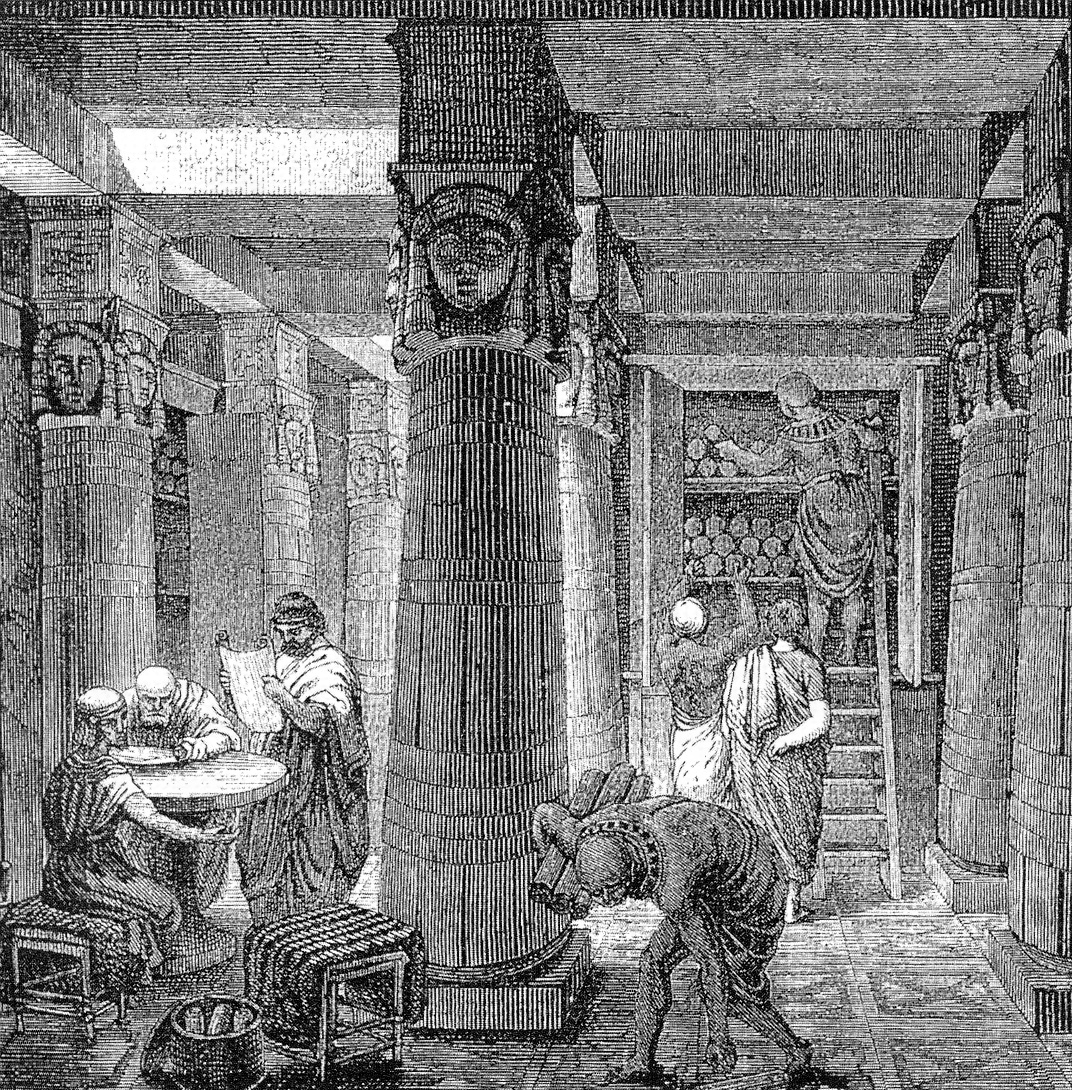

무세이온(그리스어: Μουσείον, 라틴 문자 표기: Mouseion)은 고대 헬레니즘 세계에서의 학당이다. 영어로 박물관, 미술관을 의미하는 museum의 어원이다. 본래는 고대 그리스에서 신앙된 학술·예술의 여신 '무사' (영어로는 뮤즈 Muse)의 사당인 것이, 학당으로서 발전한 것이라고 한다.
그리스 문화의 전파에 따라 각처에 창건되었지만, 특히 유명한 것은 프톨레마이오스 왕조 이집트에서, 당시의 파라오, 프톨레마이오스 1세 소테르가 학부 알렉산드리아에 설립한 것으로, 왕의 사재에 의해서 만방의 학자들이 모아져 문헌학을 중심으로 천문학, 물리학 등 학예가 많이 융성했다. 이 학자들은 왕에 의해 숙소와 식사, 월급, 하인을 제공받고, 세금을 면제받았다.
당시 세계 최대의 도서관 '알렉산드리아 도서관'도 무세이온의 부속 기관이었다. 그 후, 로마 지배 아래서도 존속했지만 5세기 초의 기독교에 의한 학자의 학살을 수반하는 테러리즘에 의해서 파괴되어 소멸했다.

## 같이 보기
- 아카데메이아 - 플라톤의 사숙
- 리케이온 - 아리스토텔레스의 학원
- 알렉산드리아 도서관